# 栗色圓花蝽
栗色圓花蝽（学名：Bilia castanea）为花蝽科圓花椿屬下的一个种。